# Júlio de Matos
Júlio Xavier de Matos (Porto, 26 de janeiro de 1856 – Lisboa, 12 de abril de 1922) foi um médico e notável psiquiatra português.

## Biografia
Filho do advogado Joaquim Marcelino de Matos, reconhecido por ter defendido Camilo Castelo Branco no seu julgamento por adultério, e de Rita Xavier de Oliveira Barros, Júlio Xavier de Matos nasceu a 26 de janeiro de 1856 na cidade do Porto. Era primo de Maria do Carmo Xavier, mulher do Presidente da República Teófilo Braga. Casou com Júlia Carlota de Araújo Ramos.
Licenciou-se em Medicina na Escola Médico-Cirúrgica do Porto, em 1880. Foi professor de Psiquiatria na Faculdade de Medicina do Porto e Director do Hospital Conde de Ferreira da mesma cidade até 1911, data em que se transferiu para Lisboa.
Depois do assassinato de Miguel Bombarda, Júlio de Matos é chamado a Lisboa, onde conhece Salgado de Araújo, empresário que já havia sido paciente no Hospital Miguel Bombarda. Salgado doa o dinheiro necessário à construção de um novo hospital psiquiátrico, ambição que Júlio já tinha. Assim, em 1913, iniciam-se as obras do Novo Manicómio de Lisboa, e Júlio de Matos muda-se definitivamente para Lisboa.
Na capital portuguesa, além de ter dirigido o Hospital Miguel Bombarda de 1911 a 1922, foi ainda Professor da cadeira de Clínica Psiquiátrica na Faculdade de Medicina e Professor de Psiquiatria Forense no curso superior de Medicina Legal de Lisboa.
A sua morte em 1922 não lhe permite observar o fim da construção do Novo Manicómio, cujas obras apenas serão concluídas em 1942. O Hospital receberá o nome de Hospital Júlio de Matos.
Notável psiquiatra e um dos mais importantes reformadores do ensino da Psiquiatria em Portugal, Júlio de Matos distinguiu-se no âmbito do alienismo e da psiquiatria forense. Entusiasta das correntes positivistas comteanas, fundou, conjuntamente com Miguel Artur e Ricardo Jorge, a revista O Positivismo de que foi um dos directores. Foi ainda Membro do Conselho Médico-Legal e da Societé Medico-Psychologique de Paris e sócio da Academia das Ciências de Lisboa. Colaborou na revista Renascença (1878–1879?), Ribaltas e Gambiarras (1881) e também nas revistas Era Nova (1880–1881) e Revista de Estudos Livres (1883–1886), ambas dirigidas por Teófilo Braga, e ainda em A semana de Lisboa (1893–1895).

## Algumas obras
- Patogenia das alucinações, Porto, 1880
- Manual das doenças mentais, Porto, 1884
- A Loucura, 1889
- Alucinações e Ilusões, 1892
- A Paranóia, 1896 (eBook)
- Os alienados nos Tribunais, 1902, 1903, 1907 (3 vol.)
- Assistance aux aliénés, 1903
- Amnésia Visual, 1906
- Elementos de Psychiatria, 1911